# Рашид Дауді
Рашид Дауді (араб. راشد داوودي, нар. 21 лютого 1966, Фес) — марокканський футболіст, що грав на позиції півзахисника.
Виступав, зокрема, за клуб «Відад» (Касабланка), а також національну збірну Марокко.

## Клубна кар'єра
У дорослому футболі дебютував 1989 року виступами за команду «Відад» (Касабланка), в якій провів сім сезонів. 
Згодом з 1996 по 2002 рік грав у складі команд «Тірсенсі», «Відад» (Касабланка), «Херес», «Аль-Айн», «Аль-Васл» та «Аль-Аглі».
Завершив ігрову кар'єру у команді «Відад» (Касабланка), у складі якої вже виступав раніше. Повернувся до неї 2002 року, захищав її кольори до припинення виступів на професійному рівні у 2003 році.

## Виступи за збірну
У 1990 році дебютував в офіційних матчах у складі національної збірної Марокко.
У складі збірної був учасником Кубка африканських націй 1992 року у Сенегалі, чемпіонату світу 1994 року у США.
Загалом протягом кар'єри в національній команді, яка тривала 6 років, провів у її формі 22 матчі, забивши 3 голи.